# Guadalupe (Sur Chichas)
Guadalupe ist eine Ortschaft im Departamento Potosí im südamerikanischen Anden-Staat Bolivien. 

## Lage
Guadalupe ist zentraler Ort des Kanton Guadalupe im Municipio Atocha in der Provinz Sur Chichas. Die Gemeinde liegt auf einer Höhe von 3605 m am linken Ufer des Río Caiti, etwa fünfzehn Kilometer südöstlich des Cerro Chorolque, eines 5552 m hohen Berges, der reich an Erzvorkommen von Zinn, Wismut, Silber, Gold und Kupfer ist und durch die Mine "Chorolque" von verschiedenen Seiten her ausgebeutet wird. 

## Geographie
Guadalupe liegt auf dem bolivianischen Altiplano in den nördlichen Ausläufern der Anden-Gebirgskette der Cordillera de Lípez. Das Klima der Region ist arid und weist ein deutliches Tageszeitenklima auf, bei dem die täglichen Temperaturschwankungen stärker ausfallen als die Temperaturschwankungen im Jahresverlauf.
Die mittlere Jahrestemperatur der Region liegt bei 11 °C (siehe Klimadiagramm Atocha), mit einem Monatsdurchschnittswert von 6 bis 7 °C im Juni/Juli und 13–14 °C von November bis März. Der Jahresniederschlag beträgt niedrige 200 mm, wobei die Monate April bis Oktober nahezu niederschlagsfrei sind. Nur von November bis März fallen nennenswerte Niederschläge, mit einem Maximum von etwa 50 mm Monatsniederschlag im Januar.

## Verkehrsnetz
Guadalupe liegt in einer Entfernung von 353 Straßenkilometern südlich von Potosí, der Hauptstadt des gleichnamigen Departamentos.
Von Potosí aus führt die Nationalstraße Ruta 5 in südwestlicher Richtung 208 Kilometer bis Uyuni, von dort die Ruta 21 über weitere 96 Kilometer bis Atocha. Vier Kilometer südlich von Atocha zweigt eine unbefestigte Landstraße in östlicher Richtung ab, deren Endpunkt nach 26 Kilometern die Minenstadt Santa Bárbara (4774 m) und der Cerro Chorolque sind. Fünf Kilometer vor Santa Bárbara und 400 m niedriger zweigt eine kleine Landstraße nach Südosten ab, folgt über weite Strecken dem Bachlauf des Río Caiti und erreicht nach 24 Kilometern Guadalupe.

## Bevölkerung
Die Einwohnerzahl der Ortschaft ist in dem Jahrzehnt zwischen den beiden letzten Volkszählungen um etwa ein Viertel angestiegen:
| Jahr | Einwohner | Quelle       |
| ---- | --------- | ------------ |
| 1992 | 75        | Volkszählung |
| 2001 | 94        | Volkszählung |
| 2012 | 34        | Volkszählung |
| 2024 |           | Volkszählung |

Die Region weist einen hohen Anteil an Quechua-Bevölkerung auf, im Municipio Atocha sprechen 60,1 Prozent der Bevölkerung die Quechua-Sprache.